# حلاج سفلي
حلاج سفلي هي قرية في مقاطعة ميانة، إيران. عدد سكان هذه القرية هو 305 في سنة 2006.